# Aéroport international de Khartoum
L'aéroport international de Khartoum (code IATA : KRT • code OACI : HSSK) est un aéroport situé dans la ville de Khartoum, la capitale du Soudan. Une partie de celui-ci est une base aérienne de la force aérienne soudanaise

## Histoire

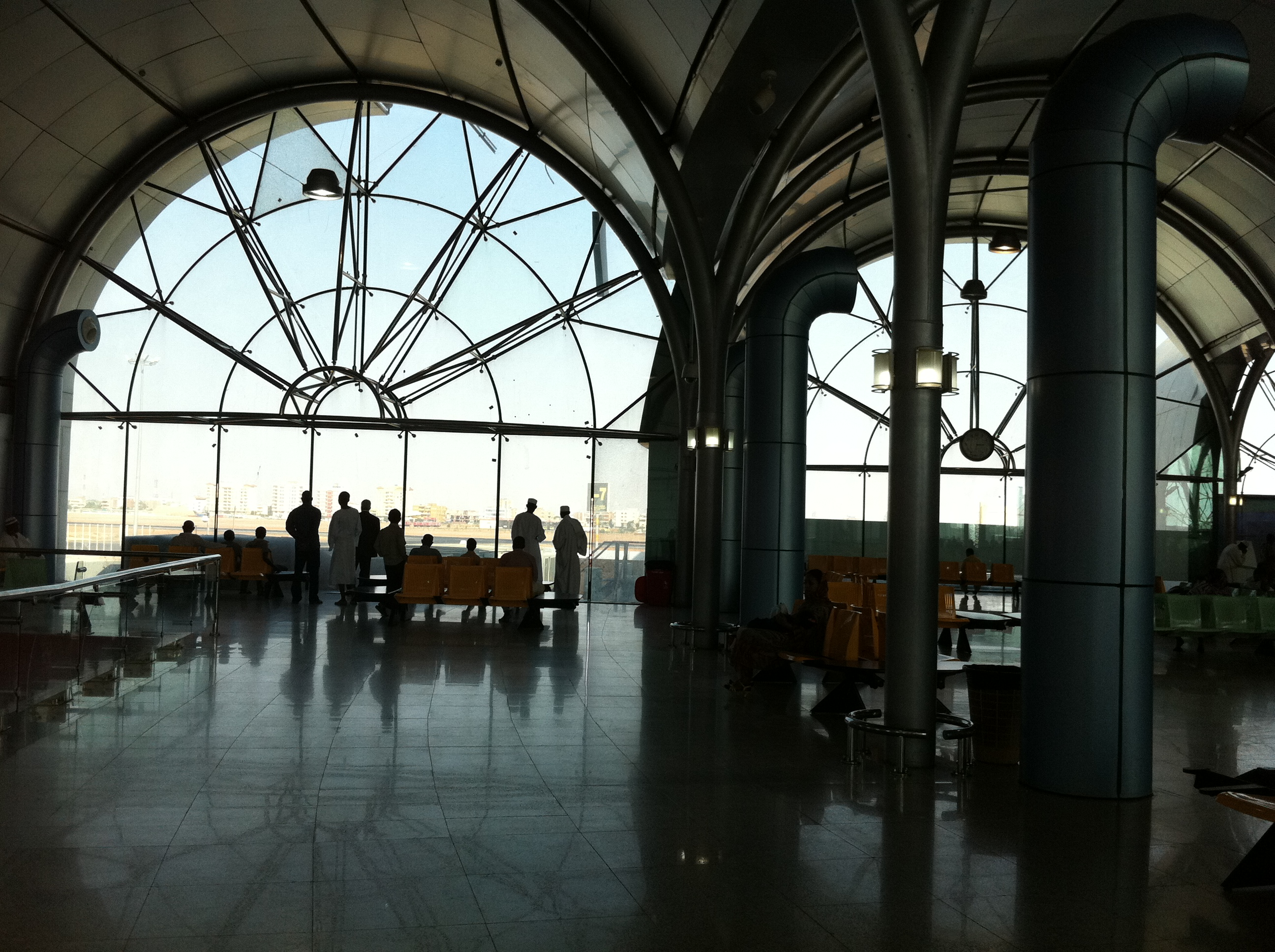
Salon des départs.

Cet aéroport sera remplacé par un autre dont la livraison était prévue pour 2022, et qui sera situé à Omdourman, à environ 40 km au sud de Khartoum et financé par la Chine,.
Le 15 avril 2023, au début du conflit soudanais de 2023, il est attaqué par les Forces de soutien rapide et subit de lourds dégâts. Au moins deux Iliouchine Il-76, un Boeing 737, un Airbus A330 et un avion à turbopropulseurs sont totalement détruits et d'autres avions endommagés.

## Situation
| \| 100 km1:23 425 000 \| Atbara Dongola El Fasher El Obeid Kassala Khartoum Nyala Port Soudan Wadi Halfa Zalingei |
| 100 km1:23 425 000                                                                                                |

## Compagnies et destinations
| Compagnies            | Destinations |
| --------------------- | --- |
| Afriqiyah Airways     | Benghazi-Benina, Tripoli-Mitiga |
| Air Arabia            | Abou Dabi, Charjah, Le Caire |
| Badr Airlines         | - Abou Dabi, - Addis-Abeba Bole, - Amman-Reine-Alia, - Damazine (en), - Djouba, - Doha-Hamad, - Dubaï, - El Fasher (en), - El Obeid (en), - Al Genaïna (en), - Istanbul, - Djeddah - Roi-Abdelaziz, - Kano-Mallam Aminu, - Kassala (en), - Le Caire, - Londres-Gatwick, - N'Djaména, - Nyala (en), - Port-Soudan, - Riyad-roi Khaled, - Wau |
| Berniq Airways        | Benghazi-Benina |
| Cham Wings Airlines   | Damas |
| EgyptAir              | Le Caire |
| Emirates              | Dubaï |
| Eritrean Airlines     | Asmara, Kano-Mallam Aminu, Le Caire |
| Ethiopian Airlines    | Addis-Abeba Bole |
| flyadeal              | Djeddah - Roi-Abdelaziz, Riyad-roi Khaled |
| flydubai              | Dubaï |
| Flynas                | Abha, Dammam-roi Fahd, Djeddah - Roi-Abdelaziz, Médine-Prince M. Bin Abdulaziz, Riyad-roi Khaled |
| Golden Wings Aviation | Djouba, Wau |
| Gulf Air              | Manama-Bahreïn |
| Kenya Airways         | Djouba, Nairobi-J. Kenyatta |
| Nova Airways          | - Dongola, - Djouba, - El Fasher (en), - Merowe, - Nyala (en), - Port-Soudan, - Wau |
| Qatar Airways         | Doha-Hamad |
| Royal Jordanian       | Amman-Reine-Alia |
| SalamAir              | Mascate |
| Saudia                | Djeddah - Roi-Abdelaziz, Médine-Prince M. Bin Abdulaziz, Riyad-roi Khaled |
| Sudan Airways         | - Addis-Abeba Bole, - Asmara, - Djouba, - El Fasher (en), - Al Genaïna (en), - Djeddah - Roi-Abdelaziz, - Kano-Mallam Aminu, - N'Djaména, - Nyala (en), - Port-Soudan, - Riyad-roi Khaled |
| Syrian Air            | Damas |
| Tarco Airlines        | - Amman-Reine-Alia, - Asmara, - Dammam-roi Fahd, - Djouba, - Doha-Hamad, - Entebbe, - Djeddah - Roi-Abdelaziz, - Kano-Mallam Aminu, - Le Caire, - N'Djaména, - Riyad-roi Khaled |
| Turkish Airlines      | Istanbul |
| Yemenia               | Aden |

Édité le 27/04/2019  Actualisé le 17/11/2023